# متحف أم قيس
متحف أم قيس هو متحف يقع في محافظة إربد في الأردن. هذا المتحف مخصّص لعرض والمحافظة على القطع الأثرية من الموقع الأثري لمدينة أم قيس.

## التاريخ
يقع المتحف في أكروبولس مدينة جدارا القديمة. المتحف هو منزل عربي تقليدي والذي يتكون من غرف ودواوين مختلفة مُحاطة بساحة مركزية. بُني هذا المنزل في الستينات من القرن الماضي خلال الفترة العثمانية. كان يُستخدم هذا المنزل من قِبل الحاكم العثماني موسى ملكاوي. عائلة فالح فلاح الروسان هي صاحبة هذا المنزل ولذلك، سميَّ بمنزل الروسان تكريمًا لهم. جُدد هذا المنزل في عام 1990 ليصبح متحفًا واستٌخدم المتحف للحفاظ على القطع الأثرية للموقع الأثري للمدينة. نٌظّم إعادة تأهيل المتحف من قِبل الإدارة العامة للآثار والمعهد الألماني البروتستانتي. شارك عمار خماش  في ترميم المنزل. في شهر أبريل لعام 2021، قُدم المتخف مع صناديق من الكتب عن تراث الأردن. في شهر نوفمبر لعام 2021، زار تشارلز ( أمير ويلز) المتحف.

## مجموعات
من بين معروضات الفسيفساء والقطع النقدية التي وُجدت من خلال عمليات التنقيب، يحتوي المتحف على قطع أثرية يعود تاريخها من الفترة الهلنستية إلى الإسلامية. من بين هذه القطع الأثرية، هناك أقنعة ومن بينها قناع ديونيسيوس المصنوع من الرخام الأبيض النقي وكما يحتوي المتحف على تماثيل للآلهة مثل إله زيوس وساتور وارتميس. من بين التماثيل، هناك تمثال لأفعى المصنوع من الحجر الجيري الأبيض المصفّر وتمثيال لهيرميز أرباخ المصنوع من الرخام الأبيض الموجود على قاعدة التمثال. يحتوي المتحف أيضًا على تماثيل مصرية المصنوعة من الحجر الجيري والبازلت وكما يعرض المتحف ما وُجد من مقابر من الموقع الأثري للمدينة بالإضافة إلى مجموعات من الفخاريات والجرار الصغيرة.